# Гай Антисций Вет (консул 96 г.)
Вижте пояснителната страница за други личности с името Гай Антистий Вет.
Гай Антисций Вет (на латински: Gaius Antistius Vetus) e сенатор на Римската империя през 1 век.

## Биография
Произлиза от фамилията Антисции и е син на Гай Антисций Вет (консул 50 г.).
През 96 г. Антистий Вет е консул заедно с Гай Манлий Валент.